# Achatinella bulimoides
Achatinella bulimoides е вид коремоного от семейство Achatinellidae. Видът е критично застрашен от изчезване.

## Разпространение
Видът е разпространен в САЩ (Хавайски острови).